# Ests architectuurmuseum
Het Ests architectuurmuseum (Ests: Eesti arhitektuurimuuseum) is gevestigd in Tallinn en is gewijd aan de Estse architectuur van de 20e eeuw. Het werd in 1991 opgericht door de architecten Krista Kodres, Mart Kalm en Karin Hallas. In 1996 vestigde het museum zich op de huidige locatie, in een zoutpakhuis uit 1908. Het museum heeft een archief met ongeveer 11.850 schetsen, maquettes, meubels en kunstvoorwerpen. Verder beheert het een collectie van 18.000 foto's en dia's.